# Juda III.
Juda III. (ca. 265-ca. 330) war ein jüdischer Patriarch.

## Leben
Juda III. bzw. Jehuda III. gehörte zur zweiten, nach anderen zur dritten Generation der Amoräer.
Er war Sohn und Nachfolger von Gamaliel IV. als Nasi. Hillel II. war Sohn Judas III.
Juda III. ist auch bekannt als Judah Nesi'a ha-Scheni und ist vom ungleich bedeutenderen Juda I. zu unterscheiden, der allgemein unter dem Namen Juda ha-Nasi bekannt ist.